# Morti nel 1975/Febbraio
| Questa pagina contiene informazioni ricavate automaticamente dalle voci biografiche con l'ausilio del template Bio e di un bot. L'aggiornamento è periodico e automatico e ricostruisce completamente la pagina. Se manca una persona in questa lista, sei pregato di non aggiungerla, ma accertati piuttosto che la sua voce biografica contenga il template Bio e che i dati anagrafici siano correttamente compilati. Se il template Bio manca, inseriscilo tu stesso o, in alternativa, metti l'avviso {{tmp\|Bio}} che ne segnala la mancanza. Se i dati riportati sono sbagliati, correggi direttamente la voce biografica; le modifiche saranno visibili in questa lista entro pochi giorni. Per chiarimenti vedi il progetto biografie. La lista contiene solo le 92 persone che sono citate nell'enciclopedia e per le quali è stato implementato correttamente il template Bio. Pagina aggiornata al 3 mar 2024. |

- 1º febbraio - Kurt Epstein, pallanuotista cecoslovacco (n. 1904)
- 1º febbraio - Piero Fornara, pediatra e politico italiano (n. 1897)
- 1º febbraio - Walter Kapps, regista francese (n. 1907)
- 1º febbraio - Richard Wattis, attore inglese (n. 1912)
- 1º febbraio - Otto Wolken, medico austriaco (n. 1903)
- 2 febbraio - Maurice Blitz, pallanuotista belga (n. 1891)
- 2 febbraio - Lucilla Calfus Antonelli, scrittrice e giornalista italiana (n. 1886)
- 2 febbraio - María Corda, attrice ungherese (n. 1898)
- 2 febbraio - Norman Dawn, effettista e regista cinematografico statunitense (n. 1884)
- 2 febbraio - Irene Harand, attivista austriaca (n. 1900)
- 2 febbraio - Eino Tukiainen, ginnasta finlandese (n. 1915)
- 2 febbraio - Bryan Wynter, pittore britannico (n. 1915)
- 2 febbraio - Lodovico Zanini, scrittore italiano (n. 1883)
- 3 febbraio - Umm Kulthum, cantante, musicista e attrice egiziana (n. 1904)
- 3 febbraio - William David Coolidge, fisico, ingegnere e inventore statunitense (n. 1873)
- 3 febbraio - Johnny Long, giocatore di football americano statunitense (n. 1914)
- 3 febbraio - Edoardo Moroni, politico italiano (n. 1902)
- 3 febbraio - Ernest Sterckx, ciclista su strada e pistard belga (n. 1922)
- 4 febbraio - Anatolij Arkad'evič Blagonravov, ingegnere aerospaziale e diplomatico russo (n. 1895)
- 4 febbraio - Elo Havetta, regista slovacco (n. 1938)
- 4 febbraio - Howard Hill, arciere statunitense (n. 1899)
- 4 febbraio - Louis Jordan, sassofonista, polistrumentista e cantante statunitense (n. 1908)
- 5 febbraio - Giulio Basletta, schermidore e dirigente sportivo italiano (n. 1890)
- 5 febbraio - Lawrence Weingarten, produttore cinematografico statunitense (n. 1897)
- 6 febbraio - Keith Park, aviatore e generale neozelandese (n. 1892)
- 7 febbraio - Nilo Murtinho Braga, calciatore brasiliano (n. 1903)
- 8 febbraio - Carl Braden, attivista statunitense (n. 1914)
- 8 febbraio - Giuseppe Catenacci, saggista, giornalista e politico italiano (n. 1893)
- 8 febbraio - Ivan Dreyfus, calciatore svizzero
- 8 febbraio - Jan Mukařovský, docente, semiologo e critico letterario cecoslovacco (n. 1891)
- 8 febbraio - Robert Robinson, chimico inglese (n. 1886)
- 8 febbraio - John H. Secondari, giornalista, scrittore e produttore televisivo italiano (n. 1919)
- 8 febbraio - Nikolaj Ivanovič Tarasov, ballerino russo (n. 1902)
- 9 febbraio - Pierre Dac, umorista e attore francese (n. 1893)
- 9 febbraio - Carlo Daviso di Charvensod, aviatore e ammiraglio italiano (n. 1890)
- 10 febbraio - Dave Alexander, bassista statunitense (n. 1947)
- 11 febbraio - Ugo Vittore Bartolini, pittore italiano (n. 1906)
- 11 febbraio - Richard Ratsimandrava, politico e militare malgascio (n. 1931)
- 12 febbraio - Giovanni Brancaccio, pittore, incisore e scultore italiano (n. 1903)
- 12 febbraio - Per-Erik Hedlund, fondista svedese (n. 1897)
- 12 febbraio - Bernard Knowles, direttore della fotografia, regista e sceneggiatore britannico (n. 1900)
- 12 febbraio - Carl Lutz, diplomatico svizzero (n. 1895)
- 12 febbraio - Carlo Romanatti, ciclista su strada italiano (n. 1910)
- 12 febbraio - Hans Ziglarski, pugile tedesco (n. 1905)
- 13 febbraio - Dagmar Godowsky, attrice statunitense (n. 1897)
- 13 febbraio - Friedrich Wiese, generale tedesco (n. 1892)
- 14 febbraio - Germán Cueto, artista messicano (n. 1883)
- 14 febbraio - Julian Huxley, biologo, genetista e scrittore britannico (n. 1887)
- 14 febbraio - Jerry Pettis, politico statunitense (n. 1916)
- 14 febbraio - Ferdinando Santarello, calciatore italiano (n. 1910)
- 14 febbraio - P. G. Wodehouse, scrittore inglese (n. 1881)
- 15 febbraio - Henri Ferrari, sollevatore francese (n. 1912)
- 15 febbraio - Eugen Fürstenberger, ginnasta tedesco (n. 1880)
- 15 febbraio - Valerij Popenčenko, pugile sovietico (n. 1937)
- 15 febbraio - Michał Sopoćko, presbitero polacco (n. 1888)
- 15 febbraio - Gaetano Zingali, statistico, economista e politico italiano (n. 1894)
- 16 febbraio - Jesslyn Fax, attrice canadese (n. 1893)
- 16 febbraio - Jacques Hilling, attore francese (n. 1922)
- 16 febbraio - Lucien Huteau, calciatore francese (n. 1878)
- 16 febbraio - Chivu Stoica, politico rumeno (n. 1908)
- 16 febbraio - Morgan Taylor, ostacolista statunitense (n. 1903)
- 16 febbraio - Norman Treigle, basso statunitense (n. 1927)
- 17 febbraio - George Marshall, regista, sceneggiatore e attore statunitense (n. 1891)
- 17 febbraio - Hugo Österman, generale finlandese (n. 1892)
- 17 febbraio - Antonio Zoboli, politico italiano (n. 1903)
- 18 febbraio - Raymond Cartier, giornalista, scrittore e storico francese (n. 1904)
- 18 febbraio - Franz Hofer, politico austriaco (n. 1902)
- 18 febbraio - Mario Sperone, dirigente sportivo, allenatore di calcio e calciatore italiano (n. 1905)
- 19 febbraio - Léon Bernot, sollevatore francese (n. 1896)
- 19 febbraio - Luigi Dallapiccola, compositore e pianista italiano (n. 1904)
- 20 febbraio - Lino Aguirre García, vescovo cattolico messicano (n. 1895)
- 20 febbraio - Lilian Fontaine, attrice britannica (n. 1886)
- 20 febbraio - Robert Strauss, attore statunitense (n. 1913)
- 22 febbraio - Matiás Stinnes, slittinista argentino (n. 1910)
- 22 febbraio - Lionel Tertis, violista inglese (n. 1876)
- 23 febbraio - Rajendra Narayan Singh Deo, principe e politico indiano (n. 1912)
- 23 febbraio - Hans Bellmer, pittore, scultore e fotografo tedesco (n. 1902)
- 23 febbraio - Melahat Gürsel,  turca (n. 1900)
- 23 febbraio - Sigmund Haringer, calciatore tedesco (n. 1908)
- 23 febbraio - Roger Hilton, pittore britannico (n. 1911)
- 24 febbraio - Jean Boudou, scrittore francese (n. 1920)
- 24 febbraio - Nikolaj Aleksandrovič Bulganin, politico e militare sovietico (n. 1895)
- 24 febbraio - Pino Donati, compositore italiano (n. 1907)
- 24 febbraio - Marcel Grandjany, arpista e compositore francese (n. 1891)
- 24 febbraio - Giovanni Nonnis, pittore italiano (n. 1929)
- 24 febbraio - Michele Federico Sciacca, filosofo e storico della filosofia italiano (n. 1908)
- 25 febbraio - Lorenzo Ferri, scultore e educatore italiano (n. 1902)
- 25 febbraio - Elijah Muhammad, attivista e religioso statunitense (n. 1897)
- 26 febbraio - Antonio Messeni Nemagna, medico e politico italiano (n. 1924)
- 26 febbraio - Alrik Sandberg, lottatore svedese (n. 1885)
- 26 febbraio - Serafino Speranza, avvocato e politico italiano (n. 1884)
- 27 febbraio - Knut Kroon, calciatore svedese (n. 1906)